# Audun Lysbakken
Audun Lysbakken (ur. 30 września 1977 w Bergen) – norweski polityk, parlamentarzysta oraz minister, od 2012 do 2023 lider Socjalistycznej Partii Lewicy (SV).

## Życiorys
W latach 1996–1998 studiował język francuski i politologię na Uniwersytecie w Bergen. Pracował jako sekretarz w jednej z organizacji pozarządowych (1999–2000) i jako dziennikarz w gazecie „Klassekampen” (2000–2001). Zaangażował się w działalność polityczną w ramach Socjalistycznej Partii Lewicy. Był liderem miejskich i regionalnych struktur jej młodzieżówki Sosialistisk Ungdom, a od 2000 do 2002 zajmował stanowisko wiceprzewodniczącego tej organizacji. W latach 1999–2000 wchodził w skład rady miejskiej w Bergen.
W latach 2001–2005 zasiadał w Stortingu, reprezentując okręg Hordaland. W 2005 nie utrzymał mandatu, pełnił funkcję zastępcy poselskiego. W 2009 ponownie został deputowanym do norweskiego parlamentu. Z powodzeniem ubiegał się o reelekcję w wyborach w 2013, 2017 i 2021.
W latach 2009–2012 sprawował urząd ministra do spraw dzieci, równouprawnienia i przeciwdziałania wykluczeniu społecznemu w rządzie Jensa Stoltenberga. Ustąpił, gdy ujawniono, że jego resort przyznał dofinansowanie na program nauki samoobrony organizacji powiązanej z socjalistyczną młodzieżówką.
Od 2005 był wiceprzewodniczącym Socjalistycznej Partii Lewicy. W 2012 został nowym liderem tego ugrupowania w miejsce Kristin Halvorsen. W 2023 nie ubiegał się o ponowny wybór na tę funkcję, został zastąpiony przez Kirsti Bergstø.